# Barbara Pompili
Pour les articles homonymes, voir Pompili.
Barbara Pompili, née le 13 juin 1975 à Bois-Bernard (Pas-de-Calais), est une femme politique française.
Adhérente des Verts à partir de 2000 puis d'Europe Écologie Les Verts (EÉLV), elle travaille à l'Assemblée nationale à partir de 2002.
En 2012, elle est élue députée dans la deuxième circonscription de la Somme avec le soutien du Parti socialiste. Elle co-préside le groupe écologiste jusqu'en 2016, devenant ainsi la première femme à occuper la présidence d'un groupe parlementaire à l'Assemblée. Entre-temps, elle quitte EÉLV et rejoint le Parti écologiste.
Elle est secrétaire d’État chargée de la Biodiversité de février 2016 à mai 2017, dans les gouvernements de Manuel Valls puis de Bernard Cazeneuve. À cette fonction, elle fait adopter la loi pour la reconquête de la biodiversité, de la nature et des paysages.
Réélue députée en 2017 avec le soutien de La République en marche (LREM), elle intègre le groupe LREM et préside dès lors la commission du Développement durable et de l'Aménagement du territoire. En 2020, elle fonde « En commun », courant écologiste au sein du groupe LREM rejoint par 45 autres députés dont elle est l'une des vice-présidents.
Le 6 juillet 2020, elle est nommée ministre de la Transition écologique dans le gouvernement Jean Castex. Elle porte le projet de loi Climat et résilience, issu des travaux de la Convention citoyenne pour le climat et définitivement adopté en juillet 2021. En 2022, elle n'est pas reconduite dans le gouvernement Élisabeth Borne et redevient députée.
Chargée d'une mission de plus de six mois par le Gouvernement sur la mise en place des zones à faibles émissions, elle quitte l'Assemblée nationale en septembre 2023 et est remplacée par sa suppléante.

## Biographie

### Enfance, formation et vie privée
Barbara Pompili est la fille d'une institutrice travaillant dans le secteur de l'enfance handicapée. Elle passe son enfance à Liévin, dans le Pas-de-Calais. Elle est diplômée de l'institut d'études politiques de Lille, promotion Léopold Sédar Senghor (1997), et réside à Amiens depuis 2006.
Elle a pour compagnon Christophe Porquier, ancien vice-président du conseil régional de Picardie et ancien membre d'EÉLV,,.
Elle est mère d'une fille, née en 2003.

### Parcours politique

#### Débuts chez Les Verts et EÉLV
Elle adhère aux Verts en 2000. Elle est chargée des relations avec la presse pendant la campagne présidentielle de 2002 de Noël Mamère. Durant les cinq années suivantes, elle travaille avec le député Yves Cochet en tant qu'assistante parlementaire, fonction qu'elle définit comme son métier. Elle le soutient lors de la primaire présidentielle écologiste française de 2006 et le présente comme son « père politique ».
Barbara Pompili se présente aux élections législatives de 2007 face à Jean-François Lamour (UMP) dans la 13e circonscription de Paris où elle recueille 2,29 % des suffrages exprimés. Alors qu'Yves Cochet fait campagne contre Marielle de Sarnez (MoDem) dans la 11e circonscription de Paris, elle signe « le manifeste pour la refondation de l'écologie politique », un appel lancé par Daniel Cohn-Bendit qui envisage une alliance avec le MoDem.
Elle est également candidate aux élections municipales de 2008 dans le 15e arrondissement de Paris face à Philippe Goujon (UMP) et recueille alors 4 % des voix.
De 2007 à 2012, elle est secrétaire générale adjointe du groupe de la Gauche démocrate et républicaine (GDR) à l'Assemblée nationale.

#### Députée de laXIVelégislature
Elle est élue députée le 17 juin 2012 dans la deuxième circonscription de la Somme en battant au second tour, avec 50,83 % des voix, le député sortant Olivier Jardé (Nouveau Centre), proche de Gilles de Robien dont il avait été le suppléant. Bénéficiant de l'accord national PS-EÉLV, elle n'affronte pas de candidat socialiste. Imposée par les instances de son parti, sa candidature est perçue comme un parachutage chez les militants locaux,.
Le 20 juin 2012, elle est désignée coprésidente du groupe écologiste à l'Assemblée nationale, partageant cette fonction avec François de Rugy, bien que cette possibilité ne soit pas offerte par le règlement de l'Assemblée nationale. Début janvier 2013, elle devient officiellement la présidente du groupe, malgré la coprésidence théorique : les deux coprésidents décident d’alterner la présidence officielle du groupe tous les six mois. Elle devient la première femme à occuper la présidence d'un groupe parlementaire à l'Assemblée.
Elle est membre de la commission des Affaires culturelles et de l'Éducation, de la délégation aux droits des femmes et à l'égalité des chances entre les hommes et les femmes et du groupe d'études sur l'intégration des personnes handicapées, dont elle assure la présidence.
En août 2015, Laurent de Boissieu la situe au « centre droit pro-gouvernemental » du groupe écologiste. Favorable à un retour des écologistes au gouvernement et opposée aux accords électoraux avec le Front de gauche en vue des élections régionales de décembre 2015, elle partage la même analyse que Jean-Vincent Placé et François de Rugy qui quittent EÉLV en septembre. Après avoir refusé un moment de suivre leur exemple, elle finit par quitter aussi le parti le 30 septembre, et rejoint le Parti écologiste en 2016, ainsi que son comité d'orientation politique.

#### Secrétaire d’État chargée de la Biodiversité
Le 11 février 2016, Barbara Pompili est nommée secrétaire d’État chargée de la Biodiversité, auprès de la ministre de l'Environnement, de l'Énergie et de la Mer, Ségolène Royal, dans le deuxième gouvernement Manuel Valls.
Elle fait adopter définitivement la loi pour la reconquête de la biodiversité, de la nature et des paysages en juillet 2016. Le texte comprend notamment la création de l'Agence française pour la biodiversité, la précision de la séquence « éviter - réduire - compenser » les atteintes à la biodiversité, et instaure un régime de réparation du préjudice écologique, sécurisant la « jurisprudence Erika » en l'inscrivant dans le code civil. Cette loi contient également des dispositifs de lutte contre les espèces exotiques envahissantes, l'interdiction des pesticides contenant des néonicotinoïdes et autorise la ratification du protocole de Nagoya pour combattre la biopiraterie.
En mars 2016, dans le cadre des débats sur le projet de loi, elle doit retirer un amendement du gouvernement sur le préjudice écologique, à la suite de l'accusation de plusieurs acteurs de l'environnement comme Arnaud Gossement et Delphine Batho de constituer une régression inédite du droit de l'environnement et d'avoir été inspiré par le « lobbying ... du Medef et de l’Afep »,.

#### Alliance avec le PS puis avec La République en marche
Dès son élection comme députée en 2012, Barbara Pompili affirme être en faveur d'une alliance parlementaire et gouvernementale avec le PS. Ainsi, en juin 2012, lorsque les députés écologistes votent blanc lors de l’élection du président de l’Assemblée nationale, pour protester contre la non-attribution par le PS de la présidence de la commission Développement durable, Barbara Pompili estime que l'« on ne quitte pas la majorité pour une histoire de poste ».
Pendant la primaire citoyenne de 2017, elle soutient François de Rugy. Benoît Hamon l'emporte et François de Rugy rejoint par la suite Emmanuel Macron. Le 21 mars, Barbara Pompili fait de même, devenant le premier membre du gouvernement à soutenir le candidat En marche. Elle reçoit d'ailleurs le 11 mai 2017 l'investiture du mouvement d'Emmanuel Macron dans la 2e circonscription de la Somme lors des élections législatives de 2017. Elle a comme suppléante Cécile Delpirou, secrétaire du comité d’entreprise de Whirpool à Amiens, qui dit « travailler depuis cinq ans avec Madame Pompili » sur le dossier de l'usine, au centre de la campagne d’entre-deux tours de l'élection présidentielle en raison de l'annonce de sa délocalisation en Pologne. Avec 40,70 % des voix lors du premier tour, elle se qualifie pour le second tour lors duquel elle affronte Cédric Maisse (La France insoumise). Elle l'emporte avec 61,89 % des voix.

#### Députée de laXVelégislature
Pressentie comme candidate à la présidence de l'Assemblée nationale en juin 2017, elle se range finalement derrière François de Rugy et prend la présidence de la commission du Développement durable et de l'Aménagement du territoire.
Elle obtient pour sa commission la délégation de deux articles de la loi énergie climat (relatifs au Haut Conseil pour le climat et à l’Autorité environnementale), alors que le texte se destinait à être intégralement examiné par la commission des Affaires économiques, ainsi que l’intégralité de la loi d'orientation des mobilités (LOM), y compris le volet infrastructures convoité par la commission des Finances. Elle réclame également une loi-cadre pour la programmation pluriannuelle de l'énergie (adoptée par décret) et défend la suppression de l’article 40 de la Constitution, qui interdit aux parlementaires de proposer des dispositions ayant un impact sur les finances publiques. Son choix de privilégier les dossiers environnementaux et de peu traiter ceux relatifs à l'aménagement du territoire suscite l'hostilité d'une minorité de députés LREM ; l'entourage de Barbara Pompili se défend en assurant que la commission traite les sujets qui relèvent de sa compétence.
En mai 2018, lors des débats sur la loi Agriculture et alimentation, elle défend un amendement pour une meilleure information sur les étiquettes des produits alimentaires (OGM, élevage en cage, pesticides, etc.), contre l’avis du gouvernement. Investie lors de l'examen de la LOM, elle s'oppose à l’amendement déposé par le groupe Les Républicains avec le soutien discret d'Emmanuel Macron. Lors de l'examen du projet de loi de finances 2020, elle prend la tête des députés soutenant l’introduction d’un critère « poids » dans le calcul du malus automobile, dispositif refusé par l’exécutif et plus tard repris par la Convention citoyenne pour le climat. Membre du Conseil d’orientation des infrastructures, elle défend, avec Matthieu Orphelin, l'intégration au rapport final de la préconisation d’un plan vélo ambitieux, à 350 millions d’euros sur quatre ans : le gouvernement adopte cette enveloppe, mais sur sept ans. En 2020, elle rédige plusieurs amendements au projet de loi de finance rectificative, demandant par exemple que les aides d’État accordées aux entreprises dans le cadre de la pandémie de Covid-19 soient assorties de conditions écologiques fortes, avant de les retirer sous la pression gouvernementale.
En septembre 2018, après la nomination de François de Rugy au gouvernement, elle se porte candidate à sa succession à la présidence de l'Assemblée. Opposée à Richard Ferrand, Cendra Motin et Philippe Folliot, elle arrive en 2e position lors de l'élection interne au groupe LREM, avec 85 voix sur 299 votes et 291 suffrages exprimés.
À l'occasion du renouvellement des postes au sein de la majorité, en juillet 2019, elle est reconduite dès le premier tour de scrutin à la présidence de la commission avec 57 % des voix face à Alain Péréa et Jean-Charles Colas-Roy,,.
Elle figure sur la liste écologiste de son compagnon Christophe Porquier (ex-EÉLV) pour les élections municipales de 2020 à Amiens, tandis que LREM soutient la liste de la maire sortante Brigitte Fouré (UDI).
Proche de Matthieu Orphelin, elle refuse de rejoindre le nouveau groupe Écologie démocratie solidarité à l'Assemblée nationale, privilégiant la création d'un courant écologiste au sein du groupe LREM. Ce groupe, baptisé « En commun », est rejoint par 45 autres députés et voit le jour sous forme d'association le 22 mai. Alors que le mouvement se constitue en parti durant l'automne 2020, elle en est l'une des trois vice-présidents avec Jacques Maire et Hugues Renson.

#### Ministre de la Transition écologique

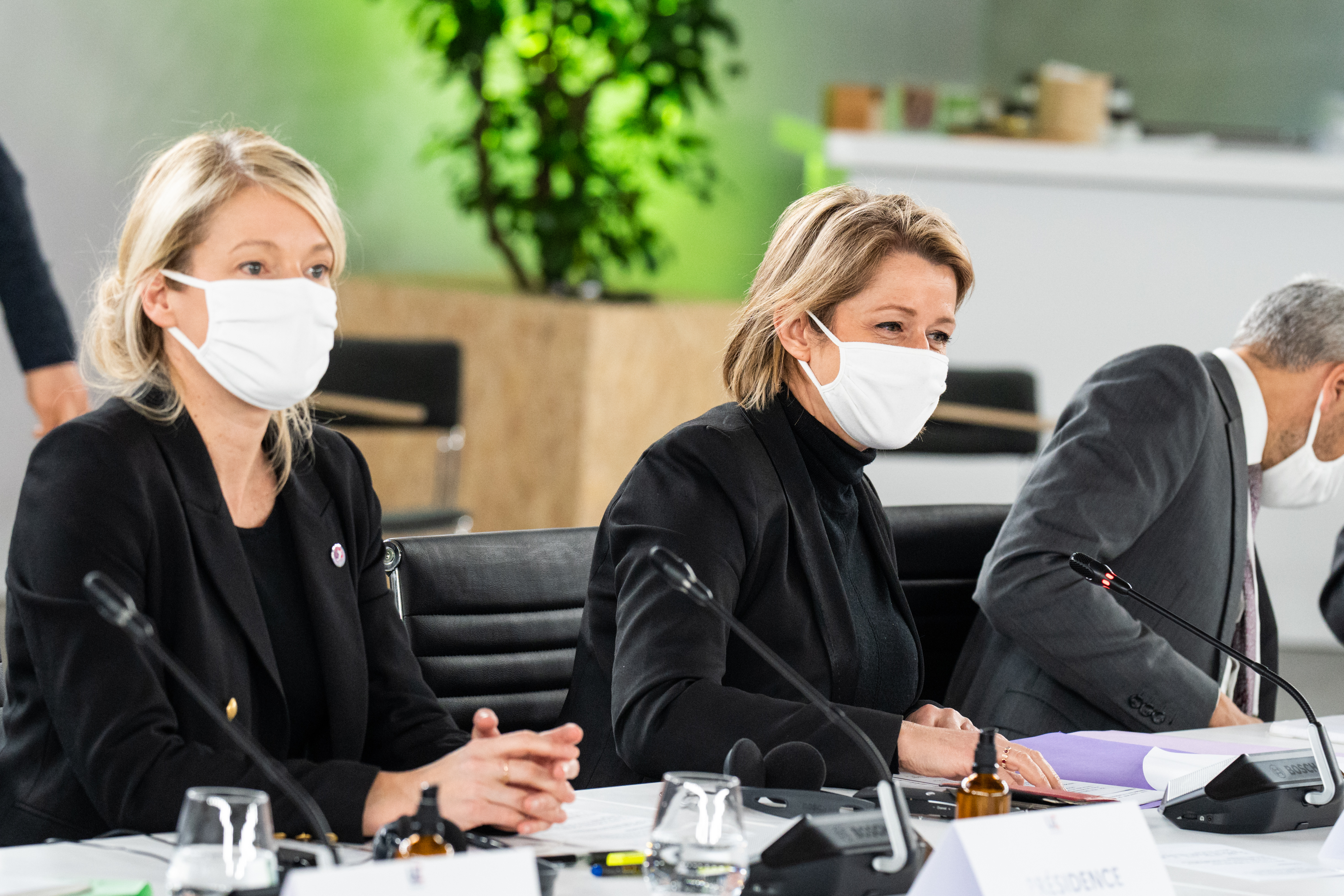
Bérangère Abba (secrétaire d'État chargée de la Biodiversité) et Barbara Pompili, en janvier 2022.

Le 6 juillet 2020, Barbara Pompili est nommée ministre de la Transition écologique au sein du gouvernement Jean Castex, à la suite de la démission du gouvernement d'Édouard Philippe, succédant ainsi à Élisabeth Borne. Avec sa nomination, l’épithète « solidaire » disparaît de l'intitulé du ministère, dans lequel il était apparu avec l'entrée au gouvernement de Nicolas Hulot, et n’apparaît plus dans le décret d’attribution de Barbara Pompili. Son ministère inclut désormais la politique du logement, jusqu’alors attribuée à Julien Denormandie sous la tutelle du ministère de la Cohésion des territoires, mais perd l'économie sociale et solidaire, qui revient au ministère de l'Économie et des Finances. Barbara Pompili se situe au troisième rang dans la hiérarchie gouvernementale, derrière Jean Castex et Jean-Yves Le Drian. Elle choisit comme directeur de cabinet Jack Azoulay, qui occupait précédemment cette fonction auprès d'Emmanuelle Wargon.
Alors qu'Emmanuel Macron a annoncé un virage écologiste, elle a notamment comme feuille de route l'application des propositions de la Convention citoyenne pour le climat et doit travailler sur le plan de relance, ayant elle-même travaillé à l'Assemblée sur les conditions, écologiques notamment, aux aides publiques et étant à l’initiative d’une mission parlementaire sur le sujet. Selon le média Contexte, le transfert à son ministère de la politique du logement « traduit la volonté de l’exécutif de faire de la rénovation des bâtiments un axe majeur de la relance verte, comme en témoigne également la nomination d’Emmanuelle Wargon au poste de ministre déléguée au Logement ». Peu avant sa nomination, elle plaide pour que tous les ministères aient « une feuille de route verte », et notamment le ministère du Budget.
Alors qu'elle avait fait interdire, en 2016, l'utilisation des néonicotinoïdes dans la loi pour la reconquête de la biodiversité, de la nature et des paysages en tant que secrétaire d’État chargée de la Biodiversité dans le gouvernement Valls, elle soutient, en août 2020, la décision du ministre de l’Agriculture Julien Denormandie d'accorder une dérogation aux producteurs de betterave sucrière pour leur usage des néonicotinoïdes jusqu'en 2023, ce qu'elle présente comme « la seule solution possible à court terme pour éviter l’effondrement de la filière sucrière en France », assurant que cette autorisation est « temporaire, limitée dans le temps pour la seule filière betterave et très encadrée », alors que les cultures de betterave à sucre font face à une épidémie de jaunisse due à des pucerons verts,,,. Le 5 octobre 2020, l'Assemblée nationale autorise à nouveau l'utilisation des néonicotinoïdes pour les betteraviers, en l'absence de la ministre dans l'hémicycle au moment du vote. En parallèle, Barbara Pompili signe, le 15 septembre, une pétition appelant à l’interdiction de tous les « pesticides de synthèse ».
En juillet 2020, elle annonce le lancement d’un moratoire sur les zones commerciales en périphérie des villes. Alors qu'elle avait signé, en tant que députée, une tribune en faveur de l’adoption d’un moratoire sur les projets d’entrepôts et mégacentres de tri du commerce en ligne, et qu'elle avait annoncé envisager cette mesure en tant que ministre, celle-ci est finalement abandonnée. Reporterre souligne le projet d'Amazon de doubler le nombre de sites en France d’ici 2021, le soutien de longue date d'Emmanuel Macron, mais aussi d'Alexis Kohler, secrétaire général de l'Élysée, au développement des infrastructures du commerce en ligne en France, ainsi que l'hostilité de Bruno Le Maire, ministre de l'Économie, et sa secrétaire d'État Agnès Pannier-Runacher, à un moratoire.
En septembre 2020, lors de l'élection pour la présidence du groupe LREM à l'Assemblée, elle pousse ses députés alliés à voter en faveur d'Aurore Bergé, alors que Christophe Castaner est soutenu par Emmanuel Macron et Jean Castex.

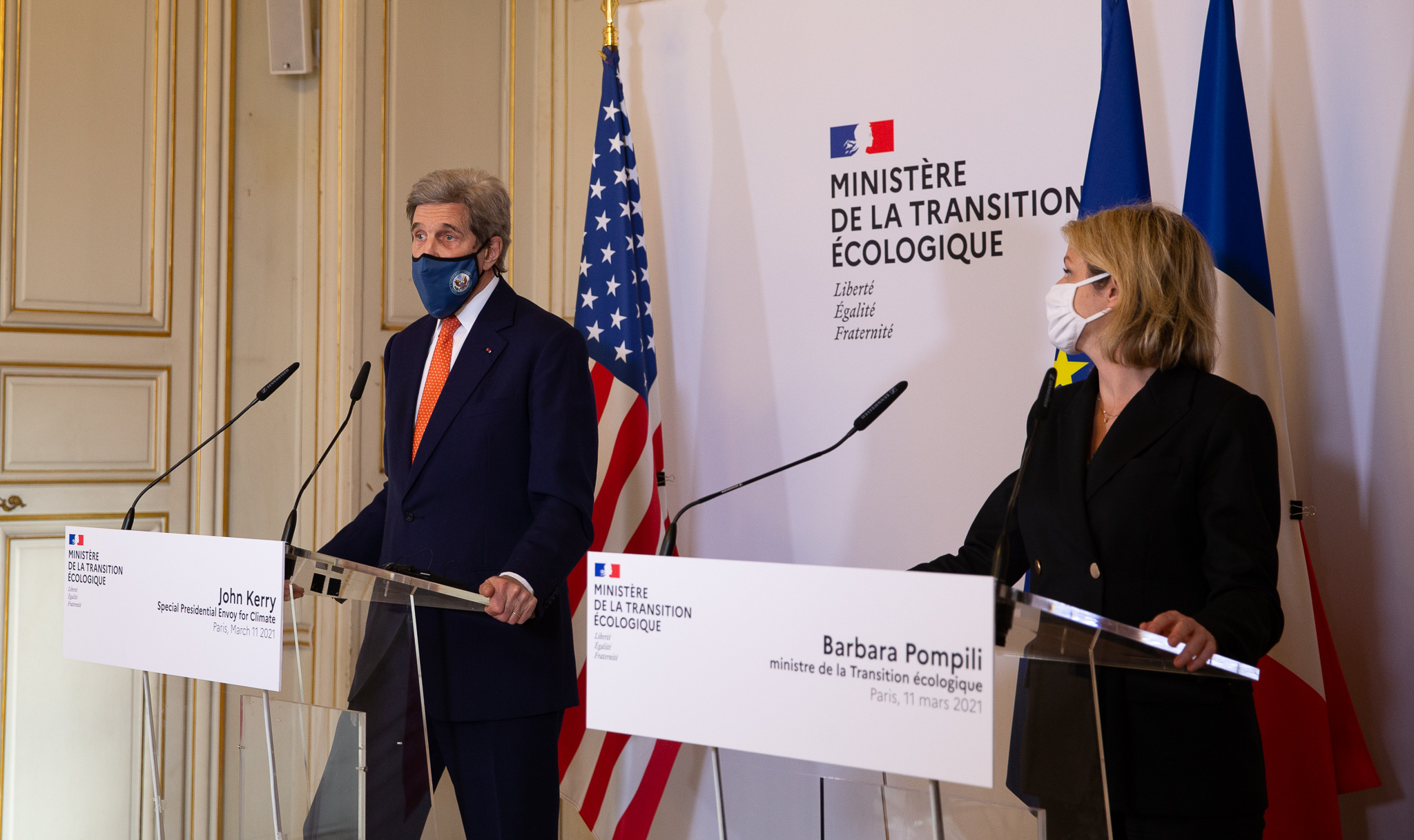
Barbara Pompili avec John Kerry, envoyé spécial chargé de la lutte contre le réchauffement climatique au sein de l'administration américaine.

En juillet 2021, le Parlement adopte définitivement la loi résilience-climat qu'elle portait avec la mise en place d'un « CO2 score » carbone, des mesures sur la rénovation des passoires thermiques, le développement de la vente en vrac ou encore l'interdiction à la vente de certains véhicules à partir de 2030.
En octobre 2021, elle prend des arrêtés ministériels réautorisant les chasses traditionnelles aux oiseaux utilisant des méthodes non sélectives (chasse à la matole et aux filets) alors que les arrêtés autorisant ces chasses pris par ses prédécesseurs ont été jugés illégaux par le Conseil d’État quelques mois auparavant. Le juge des référés du Conseil d'État suspend en urgence ces nouveaux arrêtés.
En mars 2022, dans le contexte de la guerre en Ukraine, Barbara Pompili rencontre la ministre de l’énergie américaine Jennifer Granholm, auprès de qui elle plaide pour une augmentation de la production de gaz de schiste par les États-Unis, pour livraison à la France. Elle encourage ainsi à l'étranger une pratique dénoncée et non autorisée sur le sol français.

#### Députée de laXVIelégislature
Redevenue députée le 21 juin 2022, un mois après la fin de ses fonctions gouvernementales, pour le dernier jour de la XVe législature, elle est à nouveau candidate aux élections législatives de 2022 dans la deuxième circonscription de la Somme avec l'investiture de la coalition Ensemble (LREM). Le 12 juin, elle arrive en deuxième position au premier tour avec 29,84 % des voix, derrière la candidate de la Nouvelle Union populaire écologique et sociale (NUPES), Zahia Hamdane (29,98 %). Elle est réélue au second tour avec 53,13 % des suffrages exprimés.
Le 16 janvier 2023, après la présentation du projet gouvernemental de réforme des retraites, Barbara Pompili annonce sur BFMTV qu’elle « ne pourrai[t] pas voter pour [la réforme des retraites] à ce stade », estimant que le report de l’âge de départ à la retraite pourrait entraîner des « injustices sociales », et que le choix fait par l’exécutif « nécessite en face des mesures réparatrices très ambitieuses ».
Chargée d'une mission temporaire par le Gouvernement sur la mise en place des zones à faibles émissions le 24 mars 2023, elle est prolongée dans cette mission le 21 septembre 2023, entraînant ainsi la fin de son mandat de députée de la Somme. Elle est remplacée à compter du 25 septembre 2023 par sa suppléante, Ingrid Dordain. Selon plusieurs médias, cette prolongation de mission a permis à la majorité présidentielle d'éviter une élection législative partielle jugée difficile dans le département,. 

### Ambassadrice
Le 5 mars 2025, Barbara Pompili est nommée ambassadrice déléguée à l'environnement, à compter du 26 mars 2025.

## Prises de position

### Institutions
En 2014, elle s'oppose au redécoupage des régions.
En 2016, elle vote l'ensemble du projet de réforme constitutionnelle après avoir voté contre son article 2 élargissant la déchéance de nationalité.
Elle soutient l'octroi du droit de vote aux élections locales aux étrangers non communautaires résidant légalement en France depuis au moins cinq ans.
Dans le cadre du projet de lois pour la confiance dans la vie politique, elle défend le maintien de la réserve parlementaire telle quelle afin de soutenir les associations, allant à l'encontre de la promesse de campagne d'Emmanuel Macron et du souhait du gouvernement.

### Aménagement du territoire
Elle s'oppose au projet d'aéroport du Grand Ouest, à la liaison Seine-Escaut, et à la ferme des mille vaches.

### Société
En 2014, elle signe un manifeste réclamant l'ouverture de la procréation médicalement assistée (PMA) à toutes les femmes.

### Nucléaire
En 2018, elle est rapporteure de la commission d'enquête parlementaire sur la sûreté et la sécurité des installations nucléaires en France. Reporterre indique qu'« elle a pointé avec sévérité les faiblesses de la filière nucléaire française, à rebours du soutien sans faille au nucléaire affiché par Emmanuel Macron, Édouard Philippe (un ancien d’Areva) et Bruno Le Maire ». Elle plaide pour que la filière sorte de l'« opacité », fait part de son désaccord avec Emmanuel Macron sur le fait que le nucléaire est « une énergie d’avenir », exprime le souhait que la Programmation pluriannuelle de l'énergie identifie des réacteurs à fermer, plaide pour diminuer au-delà de 50 % la part de la production d’électricité venant du nucléaire (objectif entériné sous François Hollande), et déclare qu’« il serait absurde de ne pas envisager les risques que pourrait causer un attentat terroriste sur une centrale ».
En 2018, en tant que présidente de la commission du Développement durable et de l'Aménagement du territoire de l'Assemblée nationale, elle critique la possible construction d'EPR de nouvelle génération.
Après la présentation en 2021 par RTE de différents scénarios pour le mix énergétique français à horizon 2050, elle affirme que toutes les options restent ouvertes, assure ne pas se positionner pour le nucléaire, ne pas avoir « changé d'avis » sur le sujet, et défendre une hausse de la part des énergies renouvelables. En 2022, en tant que ministre de la Transition écologique, elle défend le projet de construction de nouveaux EPR, annoncé par Emmanuel Macron : elle justifie son évolution par le fait d'avoir « écouté ce que disaient les experts, ce que nous a indiqué RTE sur le fait qu'on aurait besoin de plus d'électricité », ce qu'« on ne [...] savait pas il y a quatre ans ».

### Traités internationaux
En 2012, elle vote contre le pacte budgétaire européen qu'elle qualifie d'« héritage du passé »,.
En 2019, elle s'abstient lors du vote sur la ratification de l'accord économique et commercial global (AECG). Elle relève à cette occasion « un certain paradoxe à promouvoir des échanges intercontinentaux tout en voulant maîtriser les émissions de gaz à effet de serre et en promouvant la consommation locale ».

### Réforme des retraites
Barbara Pompili s'oppose au projet de réforme des retraites tel que présenté par le gouvernement en janvier 2023. Elle dénonce des « injustices sociales », comme plusieurs députés de son mouvement, En commun.

## Décorations
- Chevalier de la Légion d'honneur, promotion du 14 juillet 2024, en tant que « ancienne ministre, ancienne députée de la Somme, conseillère au secrétariat général à la planification écologique ; 22 ans de services »[80]
- Commandeur de l'ordre du Mérite de la République italienne‎ (2021)[81]